# سندهیل رامامورثی
سندهیل رامامورثی (به انگلیسی: Sendhil Ramamurthy) یک بازیگر آمریکایی است که بیشتر برای ایفای نقش نسل‌شناس موهیندر سورش در سریال علمی-تخیلی درام شبکهٔ ان‌بی‌سی، قهرمانان شهرت دارد.

## فیلم‌شناسی
| سال  | عنوان                      | نام فارسی فیلم                    | نقش           |
| ---- | -------------------------- | --------------------------------- | ------------- |
| ۲۰۰۰ | In the Beginning           | در آغاز                           | آدم           |
| ۲۰۰۶ | دوستیابی ناشناس            | قرار گذاشتن کورکورانه             | آرنوید        |
| ۲۰۰۹ | The Slammin' Salmon        | ماهی قزل آلای سالمون              | مارلون اسپکتر |
| ۲۰۱۰ | It's a Wonderful Afterlife | این زندگی پس از مرگ شگفت‌انگیز است | راج مورتی     |
| ۲۰۱۱ | Shor in the City           | شور در شهر                        | ابِی           |
| ۲۰۱۳ | The Lifeguard              | نجات غریق                         | راج           |
| ۲۰۱۸ | After Everything           | بعد از همه‌چیز                     |               |

## سریال‌ها
| سال       | عنوان                | نام فارسی فیلم          | نقش                                          |
| --------- | -------------------- | ----------------------- | -------------------------------------------- |
| ۲۰۰۲      | Ultimate Force       | نیروی نهایی             | سرجوخه الکس لئونارد                          |
| ۲۰۰۴      | Grey's Anatomy       | آناتومی گری             | نقش ناشناس                                   |
| ۲۰۰۵      | Numbers              | اعداد                   | متخصصی در وزارت انرژی (اپیزود: "Dirty Bomb") |
| ۲۰۰۶–۲۰۱۰ | Heroes               | قهرمانان                | موهیندر سورش                                 |
| ۲۰۰۹      | psych                | غیب گو                  | راجش                                         |
| ۲۰۱۰–۲۰۱۲ | covert Affairs       | امور پنهانی             | جی ویلکوکس                                   |
| ۲۰۱۲–۲۰۱۳ | CSI: Miami           | سی‌اس‌آی: میامی           | راج انداری                                   |
| ۲۰۱۲–۲۰۱۳ | The Office           | اداره                   | راوی                                         |
| ۲۰۱۳–۲۰۱۴ | Beauty & the Beast   | دیو و دلبر              | گابریل لاون                                  |
| ۲۰۱۵      | Heroes Reborn        | قهرمان‌ها: تولد دوباره   | موهیندر سورش                                 |
| ۲۰۱۶      | Stan Lee's Lucky Man | مرد خوش شانس استن لی    | نیکایل جولیان/گولدینگ                        |
| ۲۰۱۸      | Reverie              | خیال                    | پل هوماند                                    |
| ۲۰۱۹      | The Flash            | فلش                     | بلادورک/ رمزی روسو                           |
| ۲۰۲۰      | Never Have I Ever    | هرگز تا به حال نداشته‌ام | موهان                                        |